# WTCC i Tjeckien 2008
FIA WTCC Race of the Czech Republic 2008 var den andra deltävlingen säsongen 2008, vilken kördes mellan den 14- och 15 juli på Masaryk Circuit i Brno. Italienaren Alessandro Zanardi vann det första racet medan Zanardis landsman Gabriele Tarquini vann det andra.

## Resultat Race 1
1. Alessandro Zanardi, Italien
2. Félix Porteiro, Spanien
3. Alain Menu, Schweiz
4. Augusto Farfus Jr., Brasilien
5. Jörg Müller, Tyskland
6. Gabriele Tarquini, Italien
7. James Thompson, Storbritannien
8. Yvan Muller, Frankrike
9. Robert Huff, Storbritannien
10. Rickard Rydell, Sverige
11. Nicola Larini, Italien
12. Tiago Monteiro, Portugal
13. Jordi Gené, Spanien
14. Andy Priaulx, Storbritannien

## Resultat Race 2
1. Gabriele Tarquini, Italien
2. Alessandro Zanardi, Italien
3. Robert Huff, Storbritannien
4. Augusto Farfus Jr., Brasilien
5. Félix Porteiro, Spanien
6. Yvan Muller, Frankrike
7. Alain Menu, Schweiz
8. Jörg Müller, Tyskland
9. Andy Priaulx, Storbritannien
10. James Thompson, Storbritannien
11. Tiago Monteiro, Portugal
12. Nicola Larini, Italien
13. Tom Coronel, Nederländerna
14. Jordi Gené, Spanien